# ОТВ (Челябинск)
ОТВ — челябинский областной телевизионный канал. Телеканал был создан как СМИ Правительства Челябинской области, независимое от московских вещателей.

## История телеканала
Акционерное общество «Областное телевидение» — Челябинский областной канал. Начал вещание 6 ноября 2003 года под названием «Областной канал». С 22 августа 2005 года сменил название на ОТВ. Это один из двух Челябинских телеканалов, наряду с каналом «Восточный экспресс», вещающий сразу на двух ТВК. Канал был создан как СМИ Правительства Челябинской области, независимое от московских вещателей.
В 2005 в производство было запущено более 15 собственных телепроектов. В числе первых телекомпаний в Челябинской области был освоен новый для регионального телевидения жанр реалити-шоу.
В 2006 году телекомпания реализовала проект реалити-шоу с участием пяти южноуральских фермеров «Пятеро смелых».
В марте 2008 года стартовали новые проекты телекомпании: «Кто в доме хозяин?!», «Все Чудеса Урала», «Сделано на Урале», которые впоследствии стали визитной карточкой телекомпании.
В 2009 году запущен официальный сайт телекомпании www.1obl.ru.
В 2009 году велась работа по развитию производственной базы: была построена сеть ретрансляторов, которая позволяла обеспечивать трансляцию программ в 79 населенных пунктах Челябинской области.
С 2016 года телеканал работает в формате 16:9 (HDTV).
В июле 2017 года началось постепенное слияние двух телекомпаний ГПЧО «Обл-ТВ» и ЗАО Ассоциация «Канал-ТВ». Решением Федеральной конкурсной комиссии по телерадиовещанию от 8 февраля 2017 года телеканал выбран обязательным общедоступным региональным телеканалом («21-я кнопка») Челябинской области. Перевод ОТВ на эту позицию в кабельных сетях завершился 21 марта того же года. Данное обстоятельство впоследствии позволило телеканалу начать работу на позиции ОТР, с 29 ноября 2019 года, в данном варианте программы ОТВ стали идти ежедневно с 6:00 до 9:00 и с 17:00 до 19:00.
К 2018 году завершилась реорганизация телеканала из государственного предприятия Челябинской области в акционерное общество медиахолдинг "Первый областной". Штаб-квартира холдинга с 2018 и по настоящее время находится по адресу ул. Труда, 78, г. Челябинск.
В 2019 году началось постепенное прекращение вещание ОТВ на аналоговом эфирном телевидении. Эта мера позволила сократить затраты на распространение сигнала.
В апреле 2019 г. к Акционерному обществу «Областное телевидение» окончательно присоединилось Закрытое акционерное общество «Ассоциация «Канал-ТВ».
В 2021 году Акционерное общество «Областное телевидение» стало учредителем телеканала «Городские новости. Челябинск».
В 2023 году было создано обособленное подразделение «Копейское-ТВ».
С 9 января 2023 года ОТВ-Челябинск прекратил вещание на волнах федерального телеканала ОТР. С потерей сетевого партнера, врезки челябинского ОТВ пропали из первого мультиплекса цифрового телевидения России.

## Генеральные директоры телеканала
- Линьков Олег Юрьевич (2003–2005)
- Светлана Галеевна Яремчук (2005–2018)
- Олег Владимирович Дубровин (2018–2019)
- Олег Викторович Гербер (2019–2023)
- Анна Игоревна Воронова (2023 по настоящее время)

## Проекты телеканала
Телекомпания «Областное телевидение» вещает на территории всей Челябинской области. Флагманами телеканала являются такие программы как: Время новостей, Большая студия, Наше утро, Весь спорт, ИТОГИ, Есть вопрос, Зеленая передача, О здоровье, ЭкоЛогика, Происшествия, ГидForSpeed, Дипломатическая миссия, прямые трансляции КХЛ хоккейных клубов «ТРАКТОР» и «МЕТАЛЛУРГ».
Телеканал регулярно ведет прямые трансляции знаковых спортивных мероприятий, таких как: «Матч звезд», «Неделя звезд Хоккея» и т. д.
Ежегодно телеканал организует следующие проекты: «Марафон талантов», Парад моды на Кировке, Платье города, Марафон ко дню города и другие различные знаковые мероприятия.
«Областное телевидение» сотрудничает с муниципальными телекомпаниями по созданию единого информационного пространства. Ежедневно со всей области поступает до 12 сюжетов о жизни городов и районов, освещается работа органов государственной власти и органов местного самоуправления. Также регулярно проводятся семинары для корреспондентов, телеоператоров из местных телекомпаний для улучшения качества изготовленных видеоматериалов.

## Талисман телеканала ОТВ
В честь 20-летия у телеканала ОТВ появился талисман - верблюжонок. 10 июля 2023 года в рамках голосования, в котором принимали участие жители Челябинска, для верблюжонка было выбрано имя  Отвином. Образ талисмана используется в сувенирной продукции, а ростовая кукла Отвина постоянно присутствует на всех культурных мероприятиях города.

## Победы в конкурсах
Журналисты и корреспонденты медиахолдинга «Первый областной» участвуют и побеждают в таких крупных конкурсах как:
- ТЭФИ-регион
- Конкурс Союза журналистов России
- Региональный этап XII конкурса журналистов и блогеров «Вместе в цифровое будущее»
- Фестиваль «Православие и СМИ — 2023»
- Конкурс Законодательного Собрания «Мир семьи»
- VII Всероссийский конкурс СМИ «Созидание и развитие»
- Всероссийский конкурс «Открытый взгляд на конкуренцию»
- Всероссийский фестиваль телевизионных фильмов и программ «Моя провинция» в номинации «Я вижу мир»
- ХII Национальная премия в области медиабизнеса в номинации «Электронные СМИ»
- Телевизионный конкурс Федерации побед в номинациях «Сами мы местные» и «Народы России»

## Телевидение

### ОТВ Челябинск[1]
Челябинский областной телевизионный канал, который был создан как СМИ Правительства Челябинской области, независимое от московских вещателей.
Начал вещание 6 ноября 2003 года под названием "Областной канал". С 22 августа 2005 сменил название на ОТВ. Вещание идёт круглосуточно на 21 кнопке всех кабельных сетей, а также через оператора спутникового телевидения «ТЕЛЕКАРТА».

### Восточный экспресс[13]
В Миассе с 11 марта 2013 года функционирует филиал ОТВ, который осуществлял врезки в эфир канала. Поначалу они шли в виде ежедневной информационной программы «Время новостей-Миасс» и еженедельной итоговой программы «Время новостей-Миасс. Итоги». 

С 16 марта 2020 года на его базе работает обновлённый телеканал «Восточный Экспресс», который стал самостоятельным городским каналом Миасса, а не Челябинска, как это было ранее. Флагманом вещания нового канала становится информационная программа «Телефакт»..

### Урал 1[17]
Челябинский городской телеканал, который освещает события Челябинска.
Круглосуточно вещает на 22-й кнопке в сетях кабельных операторов г. Челябинска. Но телеканал вещает на 29-й кнопке у оператора Интерсвязь в Челябинской области.
На телеканале URAL1 показывают новости и события города. У телеканала есть свой сайт с круглосуточной трансляцией эфира.

## Радио

### Business FM Челябинск[18]
На радио можно услышать бизнес-новости Челябинской области и аналитику рынков. 
Также ведущие радио освещают важные события ведущих компаний региона.
Эксперты на радио обсуждают темы в формате подкастов и интервью.
Радио вещает на частоте 100.8 fm. Слоган радиостанции: «Первое деловое радио».

### Рaдио 100[19]
Популярная музыка от классического рока до релакс композиций. Радио вещает на частоте 100.00 fm.
В основном можно услышать старые хиты. Слоган радиостанции: «Музыка высшей пробы».
Ежечасно можно услышать мировые и городские новости.
У радиостанции есть авторские программы об искусстве, путешествиях и этикете.

## Интернет издания

### Информационное агентство «Первое областное»[1]
На сайте представлены новости Челябинска и Челябинской области. Сайт входит в тройку самых посещаемых информационных ресурсов Челябинска и области.

Интернет-портал агентства работает круглосуточно. На сайте пользователи могут узнать все новости города и области, а также посмотреть интервью со знаковыми персонами. На сайте также можно посмотреть прямую трансляцию телеканала ОТВ.

### ЧелГид[20]
Это агрегатор городских развлечений в Челябинске.
Афиша сервиса обновляется ежедневно. Одним из преимуществ сервиса можно назвать персонализированные подборки событий и возможность создать готовые сценарии отдыха.
У учредителей развлекательных мероприятий есть возможность разместить его на сайте Челгида. Проект является уникальным для Челябинской области.

## Внеэфирные ресурсы
- Транспортное телевидение — сеть видеоэкранов, расположенных в салонах общественного транспорта — автобусах. На мониторах транслируется развлекательный, новостной и информационный контент, а также рекламные ролики.
- Медиа-экран на ул. Цвиллинга, в Челябинске.

## Современное состояние
В настоящее[какое?] время телеканал работает в 2 вариантах: как самостоятельный телеканал в кабельных сетях и в Интернет-эфире.

### Вещание со спутника
ОТВ вещает со спутника: Ямал-201 (сигнал не закодирован).

### Программы собственного производства телеканала ОТВ[21]
- Время новостей (до осени 2006 называлась Новости областного телеканала) — ежедневная информационная программа
- Итоги — еженедельная информационно-аналитическая программа
- Большая студия — еженедельная дискуссионная программа
- Происшествия (ранее как рубрика в программе «Время новостей») — программа о чрезвычайных событиях в Челябинской области
- Есть вопрос — интервью на актуальные темы из мира экономики, политики и т. д.
- Наше утро — утреннее шоу
- О здоровье — программа, в которой можно узнать о профилактике различных заболеваний и медицине
- ГидForSpeed — автомобильное шоу
- Южный Урал в историях — программа подготовленная к 90-летию Челябинской области, где ведущий — историк Николай Антипин рассказывает о прошлом области
- Дипломатическая миссия — проект о национальных взаимоотношениях
- Зеленая передача — программа, посвященная садоводству
- Победители: Время — Ч  — реалити-шоу
- Весь спорт — спортивные события недели
- Прими меня таким — проект телеканала ОТВ, где рассказывают о подростках, живущих в детских домах. Цель проекта: помочь найти этим детям семью.
- Специальный репортаж — фильмы-расследования о людях и событиях
- Хорошие песни — программа о музыке
- ЭкоЛогика — программа об экологии
- О людях — душевные разговоры с людьми, которые пережили или переживают сложную ситуацию в жизни
- СВОи герои — интервью с южноуральскими солдатами
- Уралым[22] — программа о жизни и традициях башкир
- В поисках самоцветов — программа о быте и культуре народов Урала

### Архивные программы
- Точка зрения
- Хочу к Пухову![23] — реалити-шоу, в котором известный пластический хирург Пухов и канал ОТВ помогают исполнить мечты людей.
- В гостях у Митрофановны (ранее «Искры камина: в гостях у Митрофановны»)
- Хлеба и зрелищ
- Вверх по лестнице
- Челябинское Времечко (ранее на ТВ-36, позже на 31 канале)
- Время новостей. Интервью
- Повороты судьбы
- Домострой
- Ты не один
- Искры камина (автор и ведущий — Виталий Абрамович Вольфович), закрыта в связи с кончиной ведущего
- Как тебе такое, Илон Маск? Архивная копия от 8 ноября 2021 на Wayback Machine Авторская программа Ивана Лежнина Архивная копия от 9 января 2020 на Wayback Machine о южноуральских детях-изобретателях и их изобретениях
- Дикий Урал
- Обмани Дарвина
- Свободный лед
- Тик-толк
- Идентификация
- Красный блокнот
- Кредит недоверия
- Марафон талантов
- Моя деревня
- Национальный интерес
- Память народа
- Политические дебаты
- Суперстар
- Ток-шоу «Раунд»
- Уютный дом
- Южный Урал. Города
- Губернатор74.РФ
- Просто бизнес
- Новый год вот-вот
- Согрина против мифов